# Norops vociferans
Norops vociferans är en ödleart som beskrevs av  Myers 1971. Norops vociferans ingår i släktet Norops och familjen Polychrotidae. Inga underarter finns listade i Catalogue of Life.